# Brocchinia (slak)
Brocchinia is een geslacht van weekdieren uit de klasse van de Gastropoda (slakken).

## Soorten
- Brocchinia anomala (P. Marshall & R. Murdoch, 1920) †
- Brocchinia azorica (Bouchet & Warén, 1985)
- Brocchinia canariensis Rolán & Hernández, 2009
- Brocchinia clenchi Petit, 1986
- Brocchinia culminata Beu, 1970 †
- Brocchinia decapensis (Barnard, 1960)
- Brocchinia exigua (E. A. Smith, 1891)
- Brocchinia explicata (Laws, 1935) †
- Brocchinia finlayi (Marwick, 1931) †
- Brocchinia fischeri (A. Adams, 1860)
- Brocchinia harasewychi Barros & Lima, 2007
- Brocchinia kaiensis Verhecken, 1997
- Brocchinia lamellifera Maxwell, 1992 †
- Brocchinia nodosa (Verrill & S. Smith [in Verrill], 1885)
- Brocchinia nucleosa (Marwick, 1931) †
- Brocchinia petiti Maxwell, 1992 †
- Brocchinia pustulosa Verhecken, 1991
- Brocchinia septentrionalis (Finlay, 1930)
- Brocchinia serrata (Laws, 1935) †
- Brocchinia tanimbarensis Verhecken, 1997
- Brocchinia tauroparva (Sacco, 1894) †
- Brocchinia tuberculifera (Laws, 1935) †
- Brocchinia verheckeni Barros & Lima, 2007